# Raimund Riedewald
Raimund Riedewald (Den Haag, 4 november 1986) is een voormalige Nederlands profvoetballer die van 2005 tot 2008 uitkwam voor ADO Den Haag.
Riedewald kwam in de jeugd uit voor amateurclub RVC Rijswijk alvorens toe te treden tot de jeugdopleiding van ADO Den Haag. Hij begon bij Jong ADO Den Haag, maar werd in de loop van het seizoen 2005/2006 aan het eerste elftal toegevoegd. In dat seizoen kwam hij tot twee optredens. De 1.83 meter lange Riedewald speelt doorgaans als verdediger.